# Ochridacyclops iriomotensis
Ochridacyclops iriomotensis – gatunek widłonoga z rodziny Cyclopidae. Nazwa naukowa tego gatunku skorupiaków została opublikowana w 2002 roku przez japońskiego biologa Teruo Ishidę.